# 우리 결혼했어요
《우리 결혼했어요》는 연예인들의 가상 결혼 생활을 소재로 했던 MBC의 버라이어티 쇼 프로그램이다.

## 개요
가상의 부부를 설정하여 현대인의 결혼 법칙을 유쾌하게 풀어보고자는 취지로 기획한 관찰 버라이어티 프로그램의 전성기이기도 했다.
연예인들의 가상 결혼을 소재로 하여, 젊은 층들이 공감할 수 있는 관찰 예능 프로그램으로 방향을 잡은 본 프로그램의 특징으로서, 각 커플들은 회마다 기수별로, 제작진으로부터 집들이, 휴가, 집안일 등 다양한 미션을 부여받는데, 이를 수행하는 과정에서 발생하는 여러 가지 상황들을 촬영한 영상과 출연자의 심경을 담은 스튜디오 촬영 영상이 프로그램의 주 내용이 되었다.
"남희석 이휘재의 못말리는 데이트" 및 "미운 우리 새끼"와 흡사한 프로그램이지만 여러면에서 다양한 재미를 선보이기도 했다.

## 역사
- 2008년 2월 6일 : 설날 연휴를 맞아 시범으로 편성됨.(시청률 14.3%[1]).
- 2008년 3월 16일 ~ 2008년 5월 25일 : 《일요일 일요일 밤에》의 코너 〈동안클럽〉을 종영하고 후속 프로그램으로 정규 편성됨.
- 2008년 6월 1일 ~ 2009년 4월 26일 : 《일요일 일요일 밤에》를 1, 2부로 나눠 1부에서 분리 편성 · 방송되기 시작함.
- 2009년 5월 3일 ~ 2009년 6월 14일 : 《일요일 일요일 밤에》 2부에 분리 편성 · 방송됨.
- 2009년 5월 10일 ~ 2011년 4월 2일 : 2기 시작.
- 2009년 6월 21일 ~ 2009년 7월 26일 : 다시 《일요일 일요일 밤에》 1부로 분리 편성 · 방송됨.
- 2009년 8월 2일 ~ 2009년 8월 9일 : 《일요일 일요일 밤에》 2부에서 분리 편성됨.
- 2009년 8월 15일 ~ 2011년 4월 2일 : 《스타의 친구를 소개합니다》가 종영되고 《우리 결혼했어요》를 일밤에서 분리 편성하여 토요일 오후 5시 00분으로 방송 시간 변경.
- 2011년 4월 9일 ~ 2012년 9월 8일 : 3기 시작. HD 제작・방송 시작.
- 2012년 9월 15일 ~ 2017년 5월 6일 : 4기 시작.
- 2013년 4월 7일 ~ 2013년 7월 14일 : MBC 에브리원에서 《우리 결혼했어요》 세계판(글로벌편) 방영.
- 2013년 8월 26일 : 황교진PD가 세바퀴로 옮기고 쇼! 음악중심을 맡던 선혜윤PD가 연출을 맡게 됨.
- 2013년 8월 26일 ~ 2016년 2월 18일 : 선혜윤PD가 휴식기간을 갖고 섹션TV 연예통신을 맡던 최윤정PD가 연출을 맡게 됨.
- 2012년 9월 15일 ~ 2017년 5월 6일 : 4기 마무리[2].

## 출연진 (커플)

### 파일럿 (설 특집)
- 알렉스, 신애
- 정형돈, 사오리
- 크라운 제이, 서인영
- 홍경민, 솔비

### 1기
- 알렉스, 신애 (1회 ~ 8회, 13회 ~ 34회 : 2008년 3월 16일 ~ 2008년 5월 4일, 2008년 6월 8일 ~ 2008년 11월 16일)
- 앤디, 솔비 (1회 ~ 28회 : 2008년 3월 16일 ~ 2008년 10월 5일)
- 크라운 제이, 서인영 (1회 ~ 41회 : 2008년 3월 16일 ~ 2009년 1월 18일)
- 이휘재, 조여정 (9회 ~ 17회 : 2008년 5월 11일 ~ 2008년 7월 6일)
- 김현중, 황보 (9회 ~ 38회 : 2008년 5월 11일 ~ 2008년 12월 14일)
- 환희, 화요비 (25회, 29회 ~ 44회 : 2008년 9월 14일, 2008년 10월 12일 ~ 2009년 2월 8일)
- 마르코, 손담비 (25회, 29회 ~ 44회 : 2008년 9월 14일, 2008년 10월 12일 ~ 2009년 2월 8일)
- 강인, 이윤지 (39회 ~ 55회 : 2008년 12월 21일 ~ 2009년 5월 3일)
- 정형돈, 태연 (42회 ~ 54회 : 2009년 1월 25일 ~ 2009년 4월 19일)
- 신성록, 김신영 (42회 ~ 54회 : 2009년 1월 25일 ~ 2009년 4월 19일)
- 전진, 이시영 (42회, 45회 ~ 55회 : 2009년 1월 25일, 2009년 2월 15일 ~ 2009년 5월 3일)

### 2기
- 김용준, 황정음 (1기 56회 ~ 2기 18회 : 2009년 5월 10일 ~ 2009년 12월 26일)
- 박재정, 유이 (1기 65회 ~ 2기 18회 : 2009년 8월 2일 ~ 2009년 12월 26일)
- 이석훈, 김나영 (8회 ~ 9회 : 2009년 10월 3일 ~ 2009년 10월 24일)
- 조권, 가인 (8회 ~ 66회 : 2009년 10월 3일 ~ 2011년 1월 15일)
- 이선호, 황우슬혜 (19회 ~ 29회 : 2010년 1월 2일 ~ 2010년 3월 13일)
- 정용화, 서현 (27회 ~ 77회 : 2010년 2월 27일 ~ 2011년 4월 2일)
- 닉쿤, 빅토리아 (38회 ~ 3기 101회 : 2010년 6월 26일 ~ 2011년 9월 17일)

### 3기
- 김원준, 박소현 (78회 ~ 117회 : 2011년 4월 9일 ~ 2012년 1월 14일)
- 이장우, 은정 (78회 ~ 132회 : 2011년 4월 9일 ~ 2012년 8월 25일)
- 데이비드 오, 리세 (88회 ~ 101회 : 2011년 6월 18일 ~ 2011년 9월 17일)
- 이특, 강소라 (104회 ~ 134회 : 2011년 10월 8일 ~ 2012년 9월 8일)

### 4기

#### 1번지 커플
- 줄리엔 강, 윤세아 (131회 ~ 159화 : 2012년 8월 18일 ~ 2013년 3월 2일)
- 조정치, 정인 (160회 ~ 186회 : 2013년 3월 9일 ~ 2013년 9월 7일)
- 윤한, 이소연 (187회 ~ 213회 : 2013년 9월 14일 ~ 2014년 3월 15일)
- 남궁민, 홍진영 (214회 ~ 262회 : 2014년 3월 22일 ~ 2015년 3월 7일)
- 헨리, 김예원 (263회 ~ 275회 : 2015년 3월 14일 ~ 2015년 6월 13일)
- 오민석, 강예원 (276회 ~ 310회 : 2015년 6월 20일 ~ 2016년 2월 27일)
- 조세호, 차오루 (311회 ~ 340회 : 2016년 3월 5일 ~ 2016년 9월 24일)
- 최태준, 윤보미 (341회 ~ 363회 : 2016년 10월 1일 ~ 2017년 3월 4일)
- 최민용, 장도연 (364회 ~ 372회, 스폐셜 방송 : 2017년 3월 11일 ~ 2017년 5월 13일)

#### 2번지 커플
- 황광희, 한선화 (133회 ~ 166회 : 2012년 9월 1일 ~ 2013년 4월 20일)
- 태민, 손나은 (167회 ~ 203회 : 2013년 4월 27일 ~ 2014년 1월 4일)
- 우영, 박세영 (204회 ~ 237회 : 2014년 1월 11일 ~ 2014년 9월 13일)
- 송재림, 김소은 (238회 ~ 275회 : 2014년 9월 20일 ~ 2015년 6월 13일)
- 육성재, 조이 (276회 ~ 320회 : 2015년 6월 20일 ~ 2016년 5월 7일)
- 이종화, 김진경 (321회 ~ 350회 : 2016년 5월 14일 ~ 2016년 12월 3일)
- 공명, 정혜성 (351회 ~ 372회 : 2016년 12월 10일 ~ 2017년 5월 6일)

#### 3번지 커플
- 이준, 오연서 (135회 ~ 155회 : 2012년 9월 15일 ~ 2013년 2월 2일)
- 정진운, 고준희 (156회 ~ 186회 : 2013년 2월 9일 ~ 2013년 9월 7일)
- 정준영, 정유미 (187회 ~ 222회 : 2013년 9월 14일 ~ 2014년 5월 31일)
- 홍종현, 유라 (223회 ~ 262회 : 2014년 6월 7일 ~ 2015년 3월 7일)
- 이종현, 공승연 (263회 ~ 286회 : 2015년 3월 14일 ~ 2015년 8월 29일)
- 곽시양, 김소연 (287회 ~ 316회 : 2015년 9월 5일 ~ 2016년 4월 9일)
- 에릭 남, 솔라 (316회 ~ 348회 : 2016년 4월 9일 ~ 2016년 11월 19일)
- 슬리피, 이국주 (349회 ~ 372회 : 2016년 11월 26일 ~ 2017년 5월 6일)

### 세계판 1기
방영일 : 2013년 4월 6일 ~ 2013년 7월 13일
- 택연, 오영결
- 이홍기, 후지이 미나

### 세계판 2기
방영일 : 2014년 4월 5일 ~ 2014년 7월 12일
- 김희철, 궈쉐푸
- Key, 야기 아리사 (八木アリサ)

### 추석 특집 (2016년)
- 양세찬, 박나래

## 역대 진행자
- 이휘재
- 이혁재
- 김원희
- 정형돈
- 강수정
- 박명수
- 신영일
- 오영실
- 조형기
- 고영욱
- 임슬옹
- 정진운
- 박휘순
- 케이윌
- 김나영
- 이지혜
- 데니 안
- 김정민
- 허경환
- 홍진영
- 에릭 남
- 초아
- 서은광
- 웬디
- 딘딘
- 장도연
- 예지
- 문별
- 재이
- 박미선
- 황제성
- 양세찬
- 박나래
- 효정
- 김정모

## 수상 경력
- 2008년 MBC 방송연예대상
  - 베스트 커플상 : 김현중(SS501), 황보
  - 쇼 버라이어티 부문 여자 우수상 : 서인영, 솔비
  - 베스트 브랜드상 : 우리 결혼했어요 팀 - 마르코, 손담비, 환희, 화요비, 김현중, 황보, 앤디, 솔비, 알렉스, 신애, 크라운 제이, 서인영
- 2009년 MBC 방송연예대상
  - 쇼 버라이어티 부문 남자 신인상 : 김용준
  - 쇼 버라이어티 부문 여자 신인상 : 황정음, 유이
- 2010년 MBC 방송연예대상
  - 베스트 커플상 : 조권, 가인
  - 쇼 버라이어티 부문 남자 신인상 : 조권
  - 쇼 버라이어티 부문 여자 신인상 : 가인
  - 쇼 버라이어티 부문 인기상 : 닉쿤, 빅토리아, 정용화, 서현
  - MC 부문 여자 최우수상 : 박미선
- 2011년 MBC 방송연예대상
  - 쇼 버라이어티 부문 여자 신인상 : 은정
  - 쇼 버라이어티 부문 여자 우수상 : 박소현
  - 쇼 버라이어티 부문 여자 최우수상 : 박미선
- 2012년 MBC 방송연예대상
  - 쇼 버라이어티 부분 신인상 : 황광희, 윤세아
  - 쇼 버라이어티 부문 인기상 : 이특, 강소라
  - 쇼 버라이어티 부문 여자 최우수상 : 박미선
- 2013년 MBC 방송연예대상
  - 쇼 버라이어티 부분 신인상 : 정유미
  - 쇼 버라이어티 부분 우수상 : 이소연
  - 올해의 스타상 : 윤한, 정준영, 태민, 손나은
  - 쇼 버라이어티 부문 여자 최우수상 : 박미선
- 2014년 MBC 방송연예대상
  - 신인상 : 송재림, 유라
  - 쇼 버라이어티 부문 여자 우수상 : 홍진영
  - 올해의 스타상 : 남궁민, 김소은, 홍종현
  - 베스트 커플상 : 송재림, 김소은
- 2015년 MBC 방송연예대상
  - 신인상 : 육성재
  - 올해의 뉴스타상 : 곽시양, 초아, 조이
  - 인기상 : 오민석, 강예원
  - 베스트 커플상 : 육성재, 조이
  - 버라이어티 부문 여자 최우수상 : 김소연
- 2016년 MBC 방송연예대상
  - 베스트 커플상 : 에릭 남, 솔라
  - 인기상 : 조세호, 차오루
  - 버라이어티 부문 여자 우수상 : 박나래
  - 버라이어티 부문 여자 최우수상 : 이국주

## 같이 보기
관련 항목
- 결혼

방송 프로그램
- 조선의 사랑꾼 (TV조선)

## 결방 및 편성 변경 안내
2008년
- 2008년 8월 10일, 8월 17일 : 2008년 하계 올림픽 중계
- 2008년 9월 14일 : 추석특집으로 105분간 방송 되었다.
- 2008년 10월 26일 : 프로야구 한국 시리즈 1차전 두산 대 sk 방송으로 일밤에서 105분간 독립 편성되었다.(세상을 바꾸는 퀴즈는 결방)
- 2009년 1월 4일, 1월 11일에는 mbc 파업으로 인해 재방송으로 대체되었다.

2009년
- 2009년 3월 8일 : WBC 한국 대 중국 경기
- 2009년 5월 24일 : 노무현 대통령 서거로 인한 결방
- 2009년 7월 26일 : 일밤 코너 노다지의 편성으로 대체되었다.
- 2009년 10월 10일 : 2009년 대한민국 프로 야구 포스트 시즌 중계 방송
- 2009년 10월 17일에는 2009년 한국시리즈 중계 방송

2010년
- 2010년 4월 3일 : 천안함 침몰 사건으로 인하여 결방되었다.
- 2010년 4월 10일 : MBC 파업으로 인하여 재방송으로 대체
- 2010년 4월 17일 : 신비한 TV 서프라이즈 재방송으로 대체되었다.
- 2010년 5월 1일 : 미방영분 스페셜이 방송되었다.
- 2010년 5월 8일, 5월 15일 : MBC 파업으로 인하여 재방송으로 대체되었다.
- 2010년 11월 13일 : 2010 아시안 게임 중계 방송

2011년
- 2011년 10월 22일 : 2011년 한국 프로 야구 로 인해 결방이 예정되어 있었으나, 우천으로 인해 정상 방송 을 하였다.
- 2011년 10월 29일 : 2011년 한국시리즈 중계 방송

2012년
- 2012년 2월 4일 ~ 2월 25일 : MBC 파업으로 인하여 재방송으로 대체되었다. (2월 25일 방송분 은 중국 우결판으로 방송)
- 2012년 4월 7일 ~ 6월 9일 : MBC 파업으로 인하여 재방송으로 대체되었다.[3]
- 2012년 7월 28일, 8월 4일, 8월 11일 : 2012년 하계 올림픽 중계방송으로 결방되었다.

2014년
- 2014년 2월 15일 :소치 동계 올림픽 컬링 중계 관련으로 시간대 가 조금 씩 변경되었다.
- 2014년 4월 19일, 4월 26일 : 세월호 침몰 사고의 여파로 결방
- 2014년 9월 27일, 10월 4일 : 인천 아시안 게임 중계와 폐막식 관계로 오후 4시 30분, 오후 3시 55분에 방송

2015년
- 2015년 3월 28일 : MBC 스포츠 2015 KBO 리그 개막전 SK:삼성 방송 관계 로 저녁 5시 30분에 방송하여 헨리, 김예원 커플 편이 방송 보관됨 2022-04-08 - 웨이백 머신 되지 않았다.
- 2015년 10월 10일 : 넥센vs두산 준 PO 생중계 로 인해 결방.
- 2015년 10월 31일 : MBC 스포츠 2015 KBO 리그 한국 시리즈 5차전 삼성:두산 방송 관계로 저녁 5시 45분에 나 혼자 산다 스페셜 결방.

2016년
- 2016년 4월 2일 : MBC 스포츠 2016 KBO 리그 롯데: 넥센 방송 관계 로 저녁 5시 30분에 방송하여 조세호, 차오루 커플 편이 방송되지 않았다.

2017년
- 2017년 4월 1일 : 'MBC 스포츠 2017 KBO 리그 LG:넥센' 경기로 인해 저녁 5시 20분에 방송하여 공명, 정혜성 커플 편이 방송되지 않았다.

## 특기 사항
- 2009년 수출과 관련해서는 유럽의 한 에이전시사가 중개 의사를 밝혔으나,[4] 현재까지 수출이 계약된 것은 없다.

## 논란
- 신인 띄워주기 컨셉이라는 논란의 소지가 많다는 특징이 있다[5].
- 실제 커플이 아닌 가상의 커플들에 의한 인위적인 상황 연출이라는 한계 역시 지적되고 있다.
- 2010년 1월 30일에 방송된 가상 부부의 화보 촬영 에피소드 등에서의 선정성에 대해서 시청자 게시판에 시청자의 민원이 계속 거론되었다.[6]
- "우리 결혼했어요"는 연예인들끼리 짝짓기 하던 버라이어티 프로그램의 개조진화형이라고 볼 수 있다. 기본의 짝짓기 버라이어티가 짝짓는 과정을 보여주고 짝을 짓고 끝냈다면 "우리 결혼했어요"는 시작부터 짝을 지어놓고 짝지어놓은 커플들이 어떻게 살아가는지 보여주는 차이가 있을뿐 어디까지나 버라이어티 쇼인 탓에 실제의 부부생활과는 동떨어졌다는 한계가 있다.[7]

## 지역 자체방송
호남권 및 대경권, 동남권 일부 지역의 경우, 자체 방영되었다.
- 전주MBC - 공감토크쇼 개인사 편찬 위원회 (매주)
- 포항MBC - 특선 다큐멘터리 & 특집 프로그램 (격주 2~3번씩 방송)
- 부산MBC & 안동MBC - 특집 프로그램 (격주 1번씩 방송)